# Gura Caliței (gmina)
Gura Caliței – gmina w Rumunii, w okręgu Vrancea. Obejmuje miejscowości Bălănești, Cocoșari, Dealu Lung, Groapa Tufei, Gura Caliței, Lacu lui Baban, Plopu, Poenile, Rașca i Șotârcari. W 2011 roku liczyła 2473 mieszkańców.